# Zamyn-Üüd
 (juin 2023).
Si vous disposez d'ouvrages ou d'articles de référence ou si vous connaissez des sites web de qualité traitant du thème abordé ici, merci de compléter l'article en donnant les références utiles à sa vérifiabilité et en les liant à la section « Notes et références ».
Zamyn-Üüd (mongol cyrillique : Замын-Үүд, mongol bichig : ᠵᠠᠮ ᠤᠨ ᠡᠭᠦᠳᠡ, littéralement : la porte de la route) est un sum de l'aïmag de Dornogovi, au Sud de la Mongolie,
Elle est située sur l'ancienne principale route terrestre entre Pékin (Beijing) et Oulan-Bator (Ulaanbaatar) et est maintenant la gare de chemin de fer mongole la plus utilisée dans les transports transfrontaliers avec la République populaire de Chine.

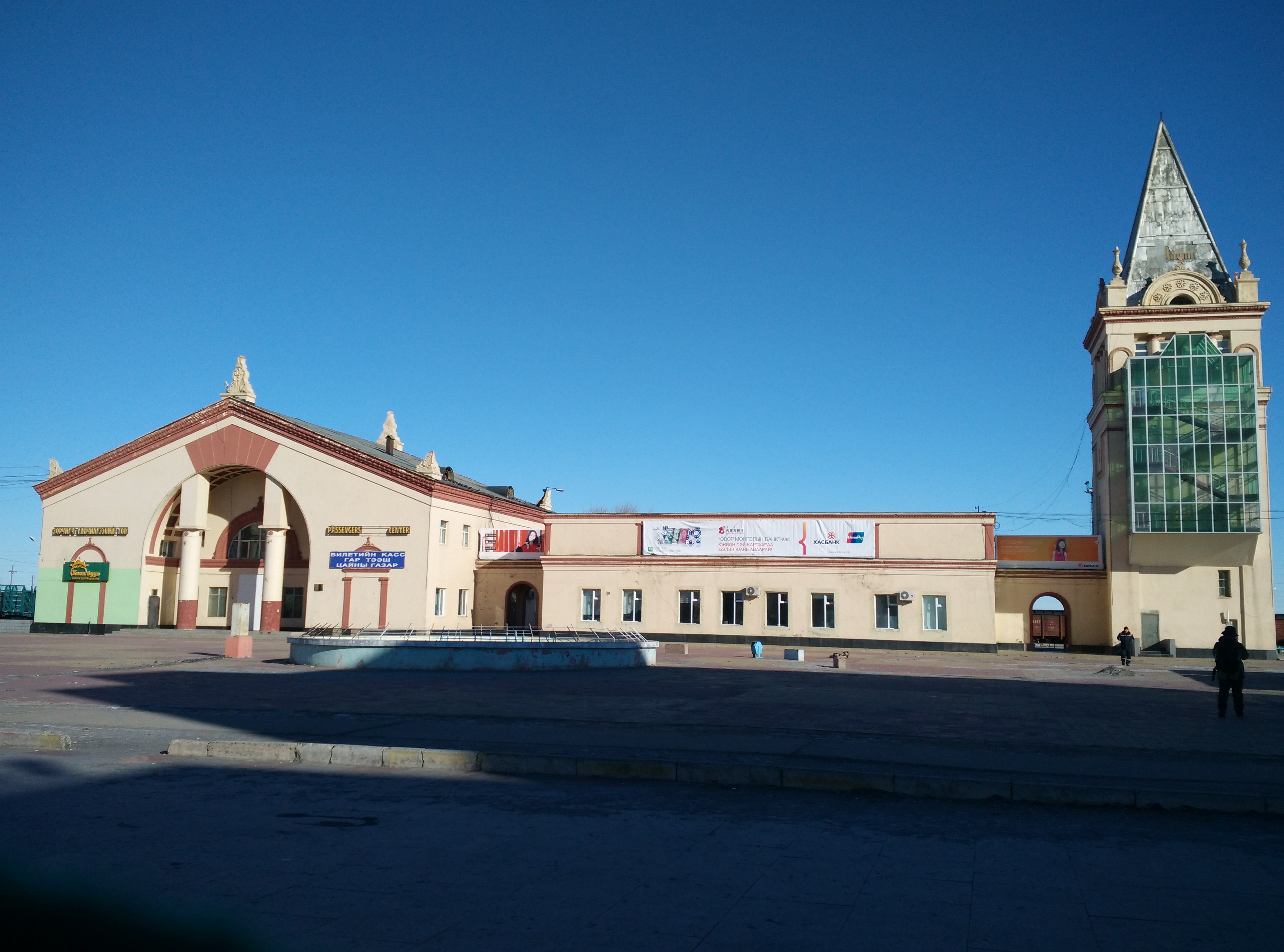
Extérieur de la gare de Zamyn-Üüd en 2016.